# Thác Đray Nur

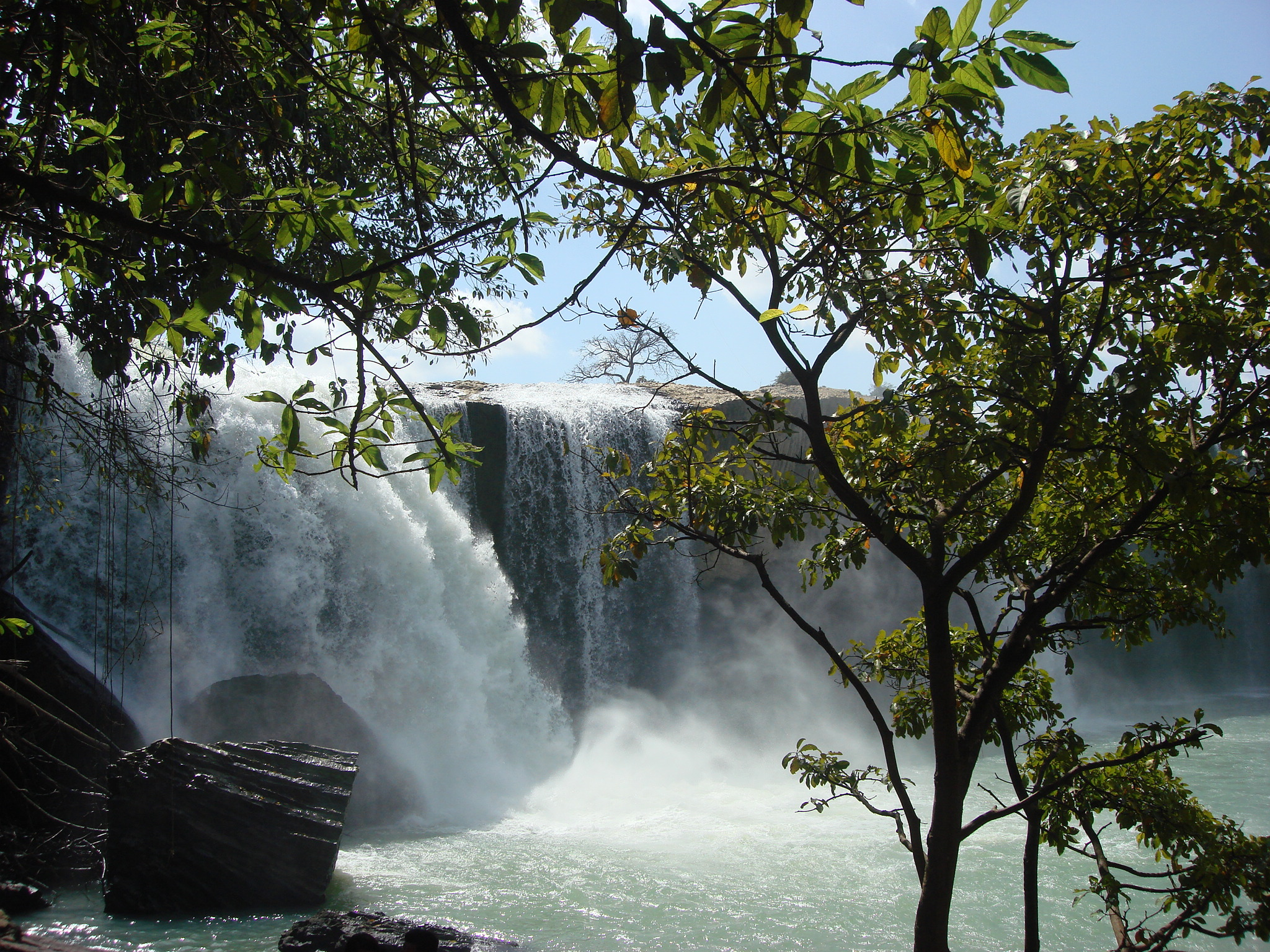
Thác Dray Nur

Thác Đray Nur (hoặc viết là Thác Dray Nur) là một con thác nằm cách thành phố Buôn Ma Thuột 25 km theo hướng Quốc lộ 14, ngang qua thủy điện Buôn Kuốp gần 3 km và đây là một ngọn thác hùng vĩ mà thiên nhiên đã ban tặng cho tỉnh Đắk Lắk. Thác Đray Nur là thác chung nguồn nằm trong hệ thống 3 thác: Gia Long - Đray Nur - Dray Sáp của sông Sông Srêpốk, tỉnh Đắk Nông. Đray Nur nghĩa là thác cái. Vì thế thác còn có tên thông tục là thác Vợ, thác này cũng được gọi là thác Đray Nur thượng như thác Gia Long phần Đray Nur hạ nằm ở tỉnh Đắk Nông.
Thác Đray Nur nằm cạnh Thác Đray Sáp (Tọa độ: 12°32′19″B 107°53′24″Đ / 12,538567°B 107,889975°Đ) thuộc tỉnh Đắk Nông và chỉ cách Thác Đray Sáp một đoạn cầu. Về phía thượng nguồn khoảng 3,5 km là Thác Gia Long (Tọa độ: 12°31′40″B 107°54′49″Đ / 12,527781°B 107,913664°Đ)

## Đặc điểm
Là sự kết hợp giữa 2 dòng sông, sông Krông Ana (sông cái) và sông Krông Nô (sông đực), hai dòng sông hòa trộn quấn quýt bên nhau tạo thành dòng Sông Srêpốk huyền thoại ở Tây Nguyên.Đến với Đray Nur, cảm giác đầu tiên đến với bạn là một ngọn thác hùng vĩ, thác có chiều dài trên 250m, chiều cao trên 30m, trải rộng khoảng 150m. Bọt tung trắng xóa, hơi nước ngập tràn khiến quang cảnh xung quanh thác nên thơ.Nhưng hấp dẫn nhất không phải là việc chiêm ngưỡng thác mà là khám phá, tìm kiếm cảm giác mạnh trong hang động gần 3.000m2 phía sau thác.Nhìn màn nước mạnh mẽ, ào ạt đổ từ trên cao xuống, không ít người rùng mình. Nhưng đối với những người yêu cảm giác mạnh, có thể trải qua cảm giác phiêu lưu khi lao thẳng người qua màn nước, cảm nhận cái rát của nước khi dội vào đầu, vào vai. Cảm giác từ một nơi tràn ngập ánh sáng, chìm trong bóng tối của hang động. Độ an toàn của việc lao vào màn nước được đảm bảo khá cao với những chiếc áo phao cho du khách mặc vào người và những tay bơi chuyên nghiệp được bố trí gần đó.
Ngoài ra, thác còn đặc biệt bởi vì phía sau làn nước đổ xuống có một hang động lớn. Vì thế người ta có thể đi vào phía trong của dòng nước đổ xuống từ bên này sang bên kia mà không bị ướt áo.Khi đứng từ bên trong hang động nhìn ra những tường nước dài bao bọc phía trước, ánh sáng mờ ảo soi những tảng đá hình thù kỳ dị.

## Sự Tích
Khác với những ngọn thác khác ở cao nguyên này, thác Đray Nur gắn với hai truyền thuyết khác nhau, với hai cách giải thích tên khác nhau. Với giải thích Đray Nur - nghĩa là thác cái, thác vợ - thác gắn liền với mối tình "Romeo và Juliet" của núi rừng. Chuyện kể rằng, ngày xưa có một đôi trai gái của hai bản khác nhau yêu nhau tha thiết nhưng do hai bản có xung đột với nhau nên tìm đủ mọi cách ngăn cấm. Không nhận được sự cảm thông của dân làng, không thể hòa giải xung đột giữa hai bản, vào một đêm trăng, cả hai đã nhảy xuống sông để trọn đời bên nhau. Tức giận vì sự ích kỷ của dân làng dẫn đến quyết định sai lầm của đôi trẻ, trời nổi cơn giông bão, nước cuồn cuộn dâng cao, chia sông thành hai nhánh, ngăn cách đường đi của 2 dòng tộc.
Truyền thuyết khác lại bắt nguồn từ hang động phía sau thác, nơi được cho là nơi ở của vua thủy tề. Ngày xưa vua Thủy Tề có một đứa con trai tên là Nur, chàng hoàng tử rất khôi ngô tuấn tú và rất thích chu du ngắm cảnh. Một ngày nọ, chàng gặp 2 nàng công chúa, con của vị vua vùng đất mình ngang qua. Hai nàng rất xinh đẹp nhưng do vua cha mất sớm nên cuộc sống trở nên nghèo khó, phải đào củ mài mà ăn. Thương hai nàng vất vả, chàng theo nàng về nhà, làm phép để thạp gạo trong nhà đầy tràn, và sống hạnh phúc cùng hai nàng.
Một thời gian sau, chàng nhớ vua cha, muốn về thủy cung thăm người. Nhưng công chúa, vợ chàng lo sợ nếu chồng đi thì sẽ rất lâu, thậm chí không trở về nên tìm đủ mọi cách giữ chàng, một bước không rời. Không còn cách nào khác, chàng đành hóa thân thành con dũi vàng, vượt màn nước vào động thăm cha. Người vợ cứ đứng đợi bên ngoài, đợi mãi, đợi mãi vẫn không thấy Nur trở lại. Từ đó, người dân nơi đây gọi ngọn thác này là Dray Nur, nghĩa là thác con dũi vàng.
Hai truyền thuyết khác nhau nhưng những dòng nước lao từ những vách đá thẳng đứng, vỡ ra từng giọt, tung tóe vào nhau, xô đẩy nhau của thác lại giống nhau ở một điểm, đó là tựa như những giọt nước mắt khóc kẻ ở người đi.

## Khơi dậy tiềm năng du lịch
Với sự ưu ái của thiên nhiên, đã tạo cho Dak Lak nhiều tiềm năng về du lịch sinh thái, thế nhưng chúng ta vẫn chưa khai thác được hết những thế mạnh này. Để phát triển các khu du lịch sinh thái chúng ta cần có sự quan tâm và đầu tư hơn nữa nhằm xây dựng, phát triển các điểm du lịch này theo hướng khu nghỉ dưỡng. Thác Đray nur là một trong số những khu du lịch sinh thái trọng điểm, do đó chúng ta cần có những hướng phát triển cụ thể để biến thác Đray nur thành 1 điểm lý tưởng được mọi người chọn để du lịch vào các dịp lễ tết, hoặc nghỉ ngơi vào mỗi tuần sau khi làm việc mệt nhọc.
1. Đầu tư xây dựng khách sạn có chất lượng để phục vụ cho các du khách muốn tham quan thác trong nhiều ngày.
2. Cải tạo lại các bãi tắm tự nhiên để du khách có thể hòa mình vào dòng nước, 1 điểm đặc biệt của thác.
3. Mở rộng quan hệ với các công ty du lịch trong nước cũng như nước ngoài để đưa các tuor du lịch ngày càng nhiều đến với thác Đray nur.
4. Quảng bá khu du lịch sinh thái thác Đray nur thông qua các hội nghị du lịch, liên hoan du lịch cũng như hội chợ du lịch được tổ chức trong nước cũng như quốc tế nhằm thu hút du khách.
5. Xây dựng nhà văn hóa cộng đồng trong khuôn viên thác để lưu trữ cũng như giới thiệu các sản phẩm đặc trưng của thác và các sản phẩm thổ cẩm của đồng bào dân tộc địa phương để bán cho du khách làm quà lưu niệm.
6. Dòng nước chảy xiết và những tảng đá khối dưới ngọn thác Đray Nur hùng vĩ tạo nên những vách hang mà du khách có thể ngâm mình dưới dòng nước mát lạnh. Tuy nhiên, hầu hết du khách đến thác Đray Nur thích quay phim chụp ảnh để lưu giữ lại vẻ cuốn hút của thác nước này hơn.
7. Ngày nay, càng ngày càng có nhiều du khách trong và ngoài nước tìm đến Tây Nguyên để chiêm ngưỡng vẻ kỳ vĩ của dòng Đray Nur. Chính vậy mà không ít người đã và đang cố gắng hết sức mình để quảng bá cung đường lên Tây Nguyên, cả thác nước Dray Nur, trên cộng đồng mạng, đặc biệt là Facebooker và Youtuber. Tất cả chỉ để Việt Nam trở thành một điểm đến hấp dẫn, không chỉ với cánh đồng lúa bao la, người dân hiếu khách, dải núi xanh cao vút mà còn những thác nước hùng vĩ nữa.

## Một vài hình ảnh về thác

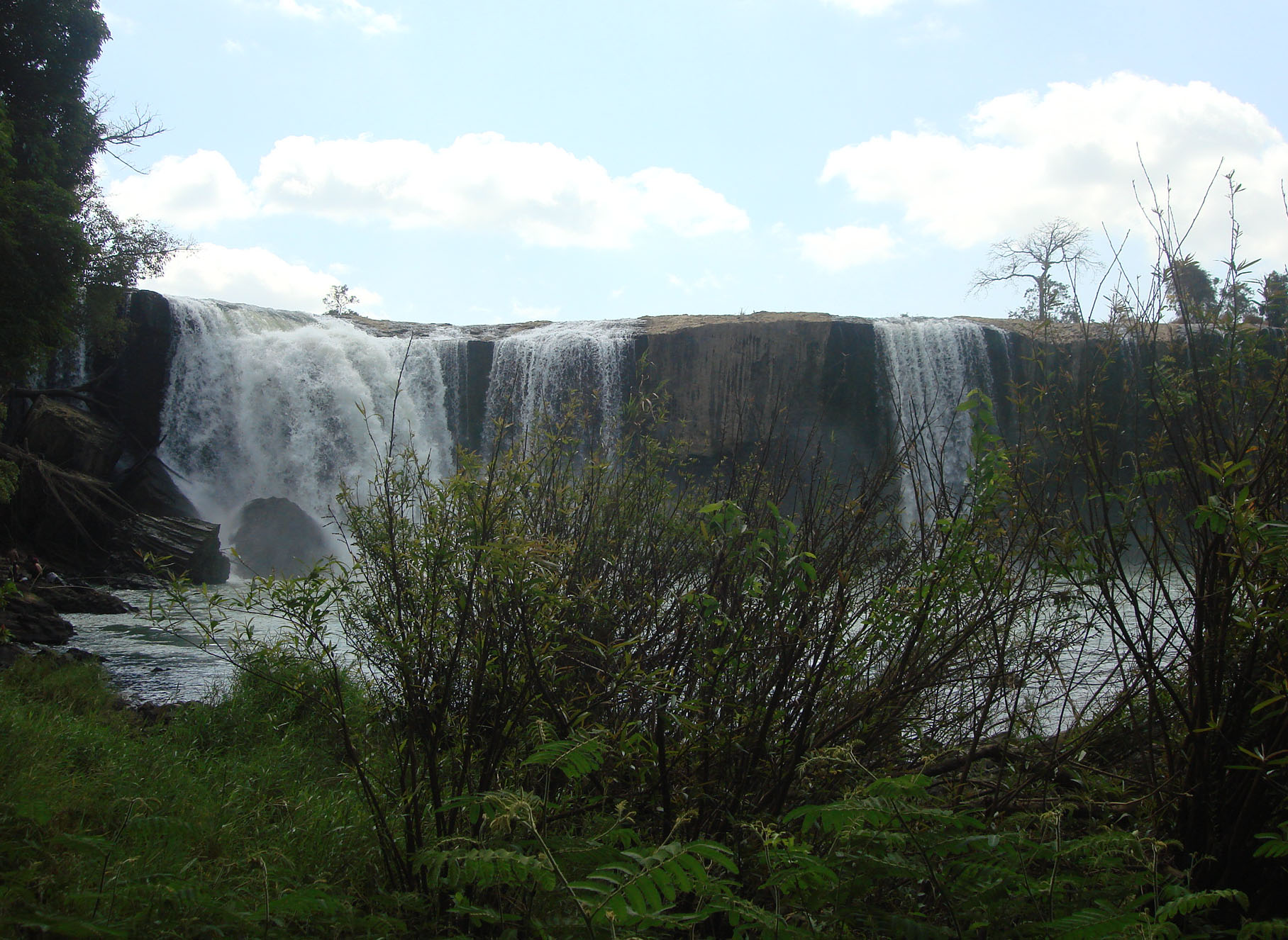
Ngọn thác vào mùa nước rút
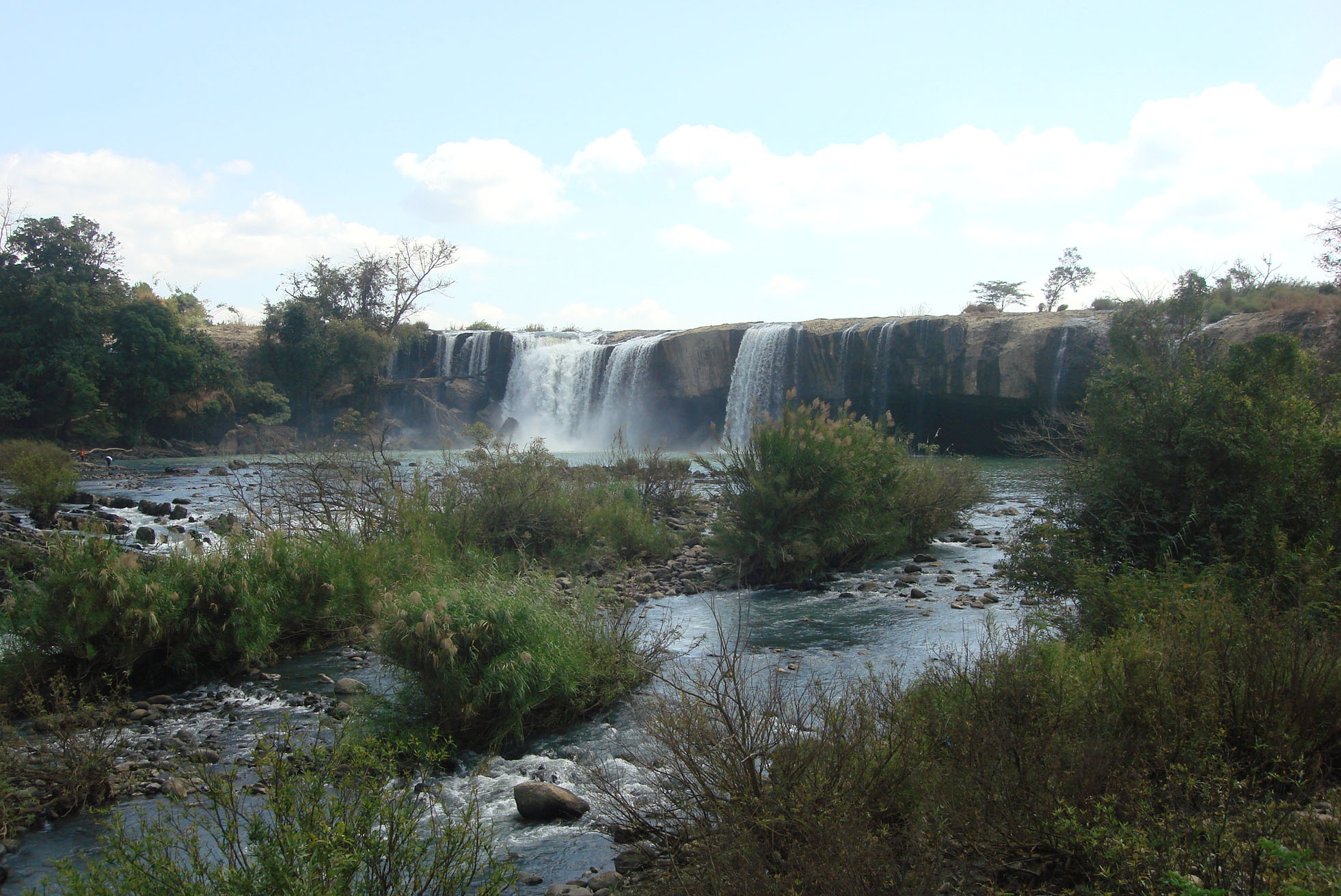
Thác mùa nước ít
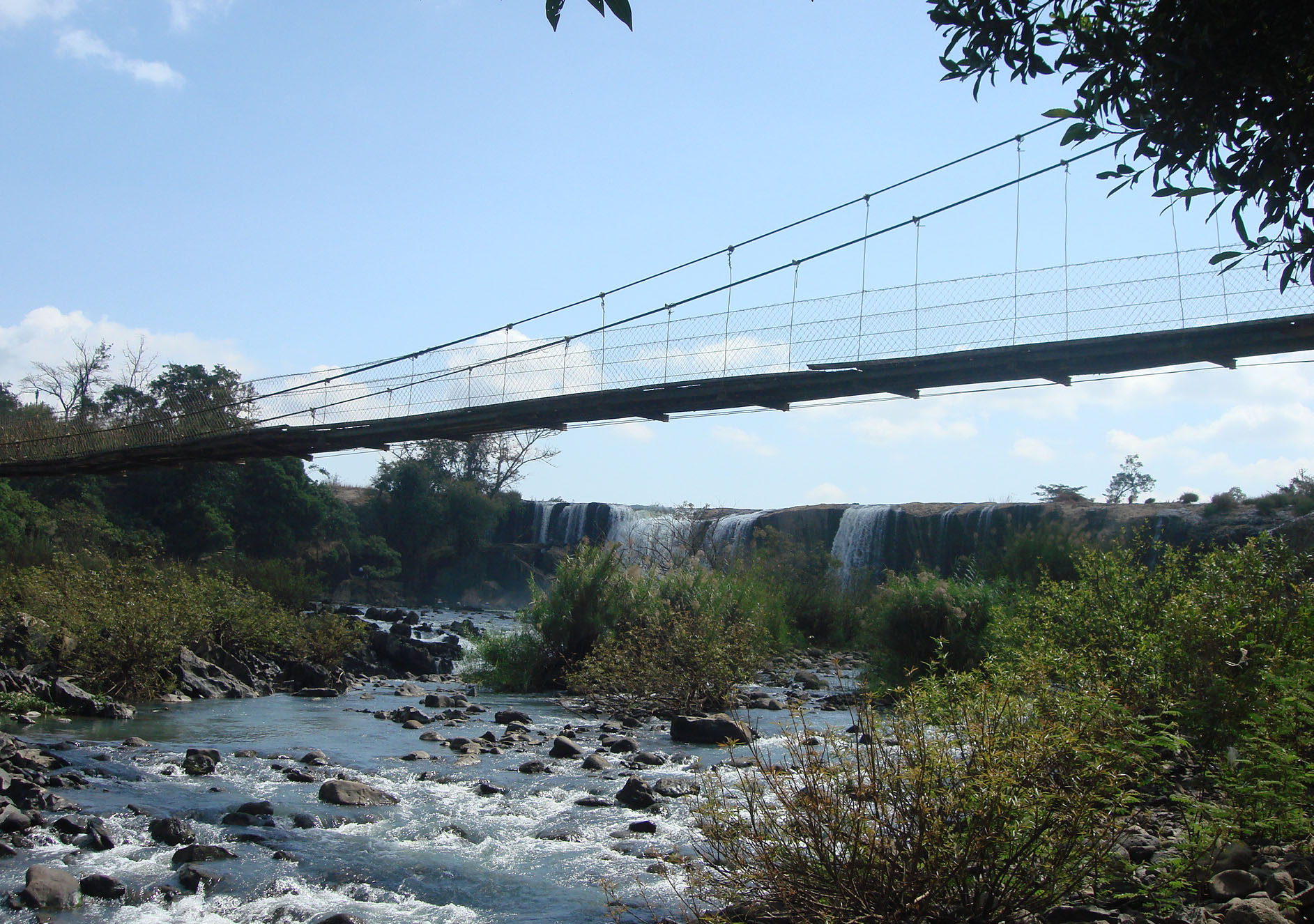
Cầu giây
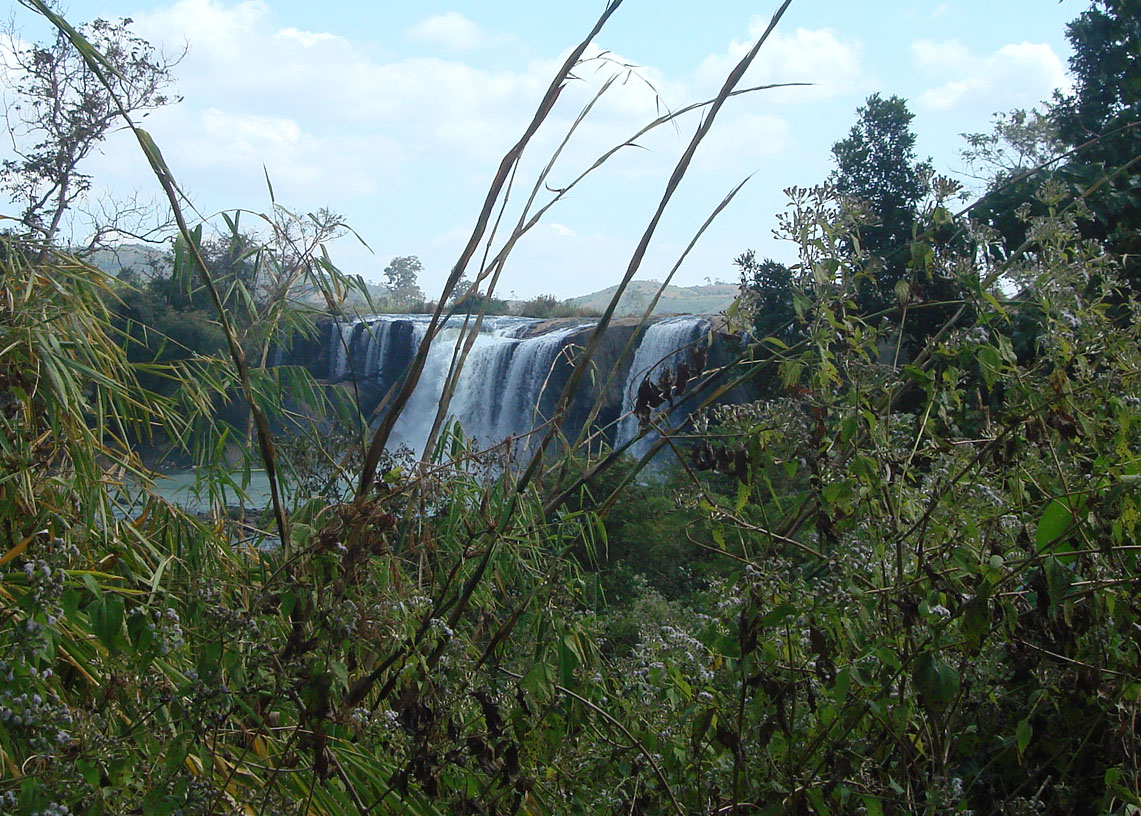
Ngắm ngoài xa
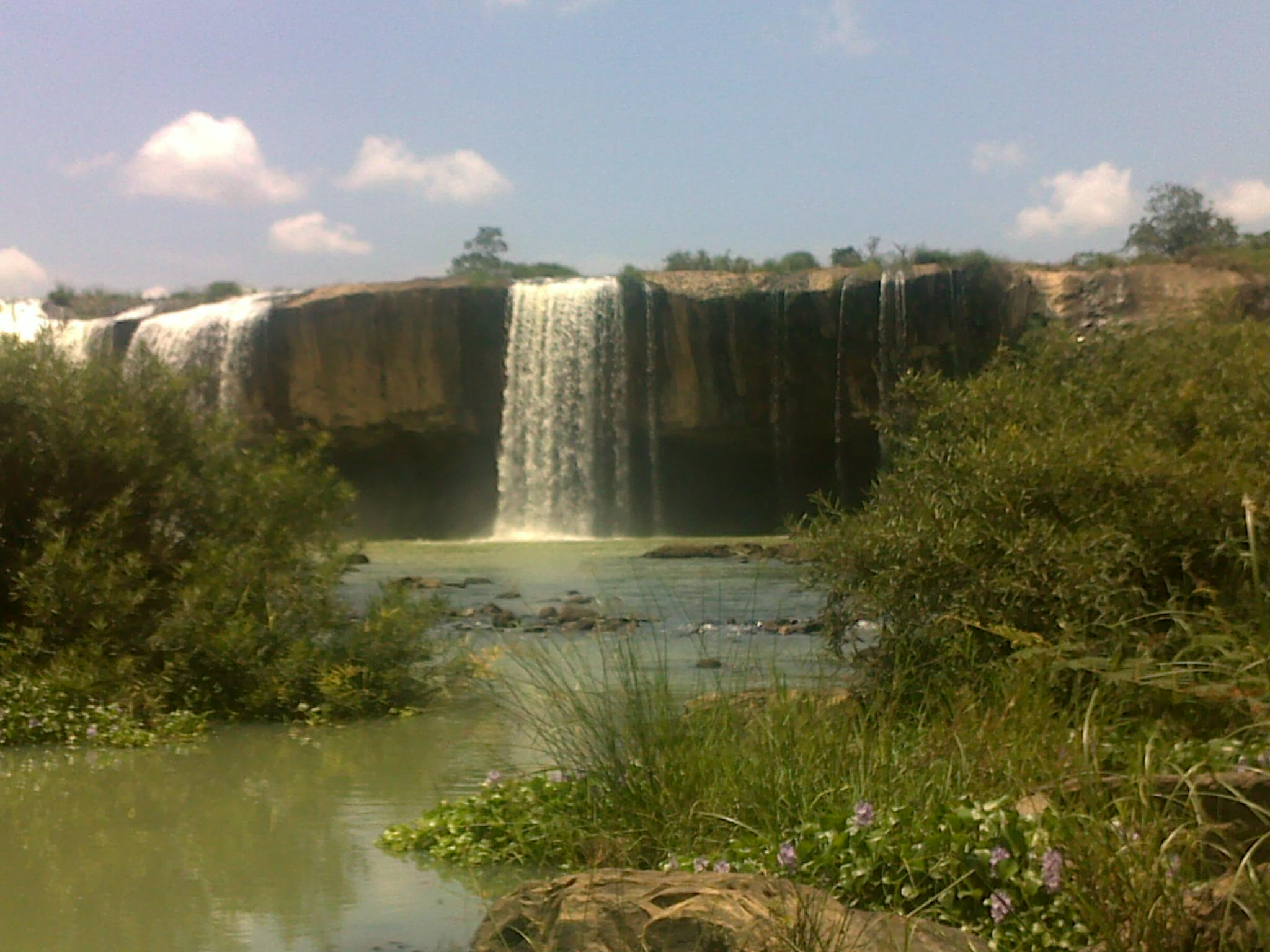
Nhìn từ xa